# Gardhiwala
Gardhiwala (o Garhdiwala) è una città dell'India di 6.263 abitanti, situata nel distretto di Hoshiarpur, nello stato federato del Punjab. In base al numero di abitanti la città rientra nella classe V (da 5.000 a 9.999 persone).

## Geografia fisica
La città è situata a 31° 43' 57 N e 75° 45' 2 E e ha un'altitudine di 270 m s.l.m..

## Società

### Evoluzione demografica
Al censimento del 2001 la popolazione di Gardhiwala assommava a 6.263 persone, delle quali 3.277 maschi e 2.986 femmine. I bambini di età inferiore o uguale ai sei anni assommavano a 636, dei quali 330 maschi e 306 femmine. Infine, coloro che erano in grado di saper almeno leggere e scrivere erano 4.922, dei quali 2.713 maschi e 2.209 femmine.